# Phillipsiet

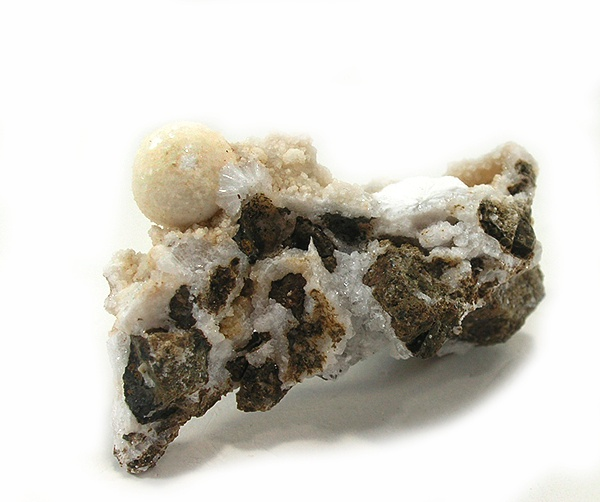
Phillipsiet

Het mineraal phillipsiet is een gehydrateerd natrium-kalium-calcium-aluminium-silicaat met de chemische formule (Na,K,Ca)1-2(Si,Al)8O16·6(H2O). Het tectosilicaat behoort tot de zeolieten.

## Eigenschappen
Het doorschijnend tot opaak witte, roze of lichtgele phillipsiet heeft een glasglans, een witte streepkleur en de splijting is onduidelijk volgens het kristalvlak [001] en duidelijk volgens [010]. Phillipsiet heeft een gemiddelde dichtheid van 2,2 en de hardheid is 4 tot 5. Het kristalstelsel is monoklien en de radioactiviteit van het mineraal is nauwelijks meetbaar. De gamma ray waarde volgens het American Petroleum Institute ligt, afhankelijk van de exacte chemische samenstelling, tussen de 52,02 en 69,02.

## Naamgeving
Het mineraal phillipsiet is genoemd naar de Engelse mineraloog en stichter van de Geological Society of London William Phillips (1775 - 1829).

## Voorkomen
Phillipsiet is een veel voorkomende zeoliet in stollingsgesteenten, diagenetisch verweerde ryolitische tuffieten, zoutmeer afzettingen en oceaanbodemsedimenten. De typelocatie is het Aci Castello op de hellingen van de Etna, Sicilië, Italië.